# Pericardită
Pericardita este o inflamație a pericardului care se poate produce datorită unei infecții virale sau bacteriene.
Pericardita acută reprezintă inflamația acută a pericardului. Pericardita acută poate avea diverse etiologii. În mod normal în sacul pericardic se află o cantitate de lichid de 15-40 ml. Acest lichid are rolul de a facilita alunecarea celor două foițe ale sacului pericardic, în timpul mișcărilor inimii - sistolă și diastolă. În funcție de creșterea cantității de lichid din cavitatea pericardică, pericarditele acute pot fi fibrinoase sau exsudative.
Prezența de lichid în cantitate mare poate conduce chiar la sindromul de tamponadă cardiacă.